# Genomika

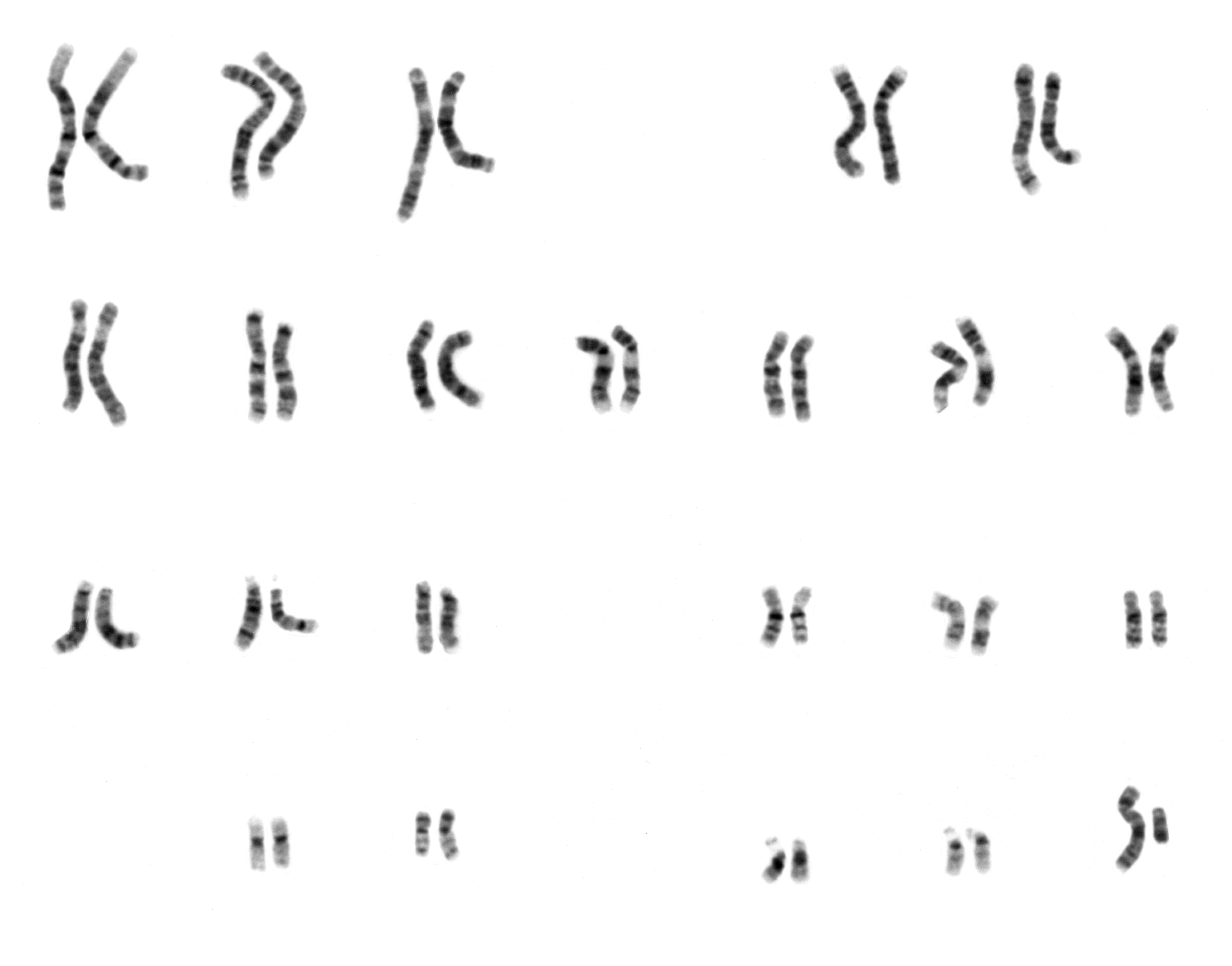
Karyogram člověka, muže. Soubor chromozomů buňky je zkondenzovanou podobou veškeré DNA z jádra.

Genomika je obor genetiky, který se zabývá studiem genomů organismů. 
Spadá sem především získávání sekvencí DNA organismů, genetické mapování a anotace genomů, tedy hledání genů a dalších funkčních elementů (snaha určit význam sekvence) a intergenomický výzkum, tedy snaha srovnávat genomy různých organismů za účelem lepšího porozumění procesu evoluce. V genomice jsou hojně využívány metody molekulární biologie a bioinformatiky.

## Členění genomiky
Někdy se můžeme, díky snaze genomiku dále rozčlenit, setkat s pojmy označujícími určité podobory genomiky. Jsou to především:
- Strukturní genomika – Výzkum struktury genů a především celých genomů (např. rozložení genů v rámci genomu).
- Funkční genomika – Především anotace genomů, hledání genů a určování jejich funkce.
- Komparativní genomika – Porovnávání genomů různých organismů.
- Populační genomika – Porovnávání genomů v rámci konkrétní populace konkrétního organismu, výzkum vlivu konkrétních podmínek.
- Výpočetní genomika – Práce s genomickými daty pomocí bioinformatických výpočetních metod.
- Osobní genomika – Sekvenace genomů (nebo částí genomů) lidských jednotlivců a jejich analýza, snaha lékařům do budoucna poskytnout přesné informace o genetických predispozicích pacienta.

## Historie genomiky
O genomice můžeme hovořit zhruba od 70. let 20. století, výraz "genomika" však použil zřejmě jako první až v roce 1986 Thomas Roderick. V roce 1976 byl nasekvenován první kompletní genom, šlo o RNA virus, bakteriofág MS2. V roce 1977 byl nasekvenován první genom tvořený DNA, bakteriofág Φ-X174. Dále byly postupně sekvenovány genomy složitějších organismů, se zaměřením na modelové organismy a nebezpečné patogeny způsobující nemoci. Od roku 2003 můžeme považovat za nasekvenovaný i lidský genom (stalo se tak v rámci Human Genome Project, sekvence posledního chromozomu však byla hotova až v roce 2006). Dnešní metody sekvenace jsou mnohonásobně rychlejší a levnější než původní, zároveň se ve větší míře analyzují takto získaná data. Velkým trendem poslední doby je potom osobní genomika – díky rozvoji technologií, klesající ceně a zvyšující se rychlosti sekvenace vznikají komerční subjekty nabízející sekvenaci genomu či jeho části komukoliv. Příslibem do budoucna je možnost poskytnout lékařům genom pacienta a tím i informace o jeho genetických predispozicích. Anotace lidského genomu však ještě zdaleka není dokončena a lékařství zatím není schopno tyto informace ve větší míře využít.